# حارة المصلى (صنعاء)

تعديل مصدري - تعديل

حارة المصلى هي إحدى حارات حي حدين الغربية بمديرية السبعين إحد مديريات العاصمة اليمنية صنعاء، بلغ تعداد سكانها 2226 نسمة حسب تعداد اليمن لعام 2004.